# HP TouchSmart
HP TouchSmart è una linea di computer con schermo touch screen prodotta da Hewlett-Packard.
Il primo prodotto di questa linea è il celebre computer all-in-one. Più avanti è entrato a far parte della linea un portatile.
In questi computer è preinstallato un media center ottimizzato per l'uso con le dita.

## Computer all-in-one

### Prima versione
La prima versione del computer all-in-one è stata presentata il 7 gennaio 2007, diventando il primo computer del mercato di massa con schermo touchscreen.

#### Caratteristiche
- Schermo: 19 pollici
- Scheda video: nVidia Geforce Go 7600
- Collegamenti:
  - Ethernet
  - 6 porte USB
  - Audio 5.1
  - Ricevitore infrarossi
  - Ingresso TV
  - Due porte Super-Video

### Seconda versione

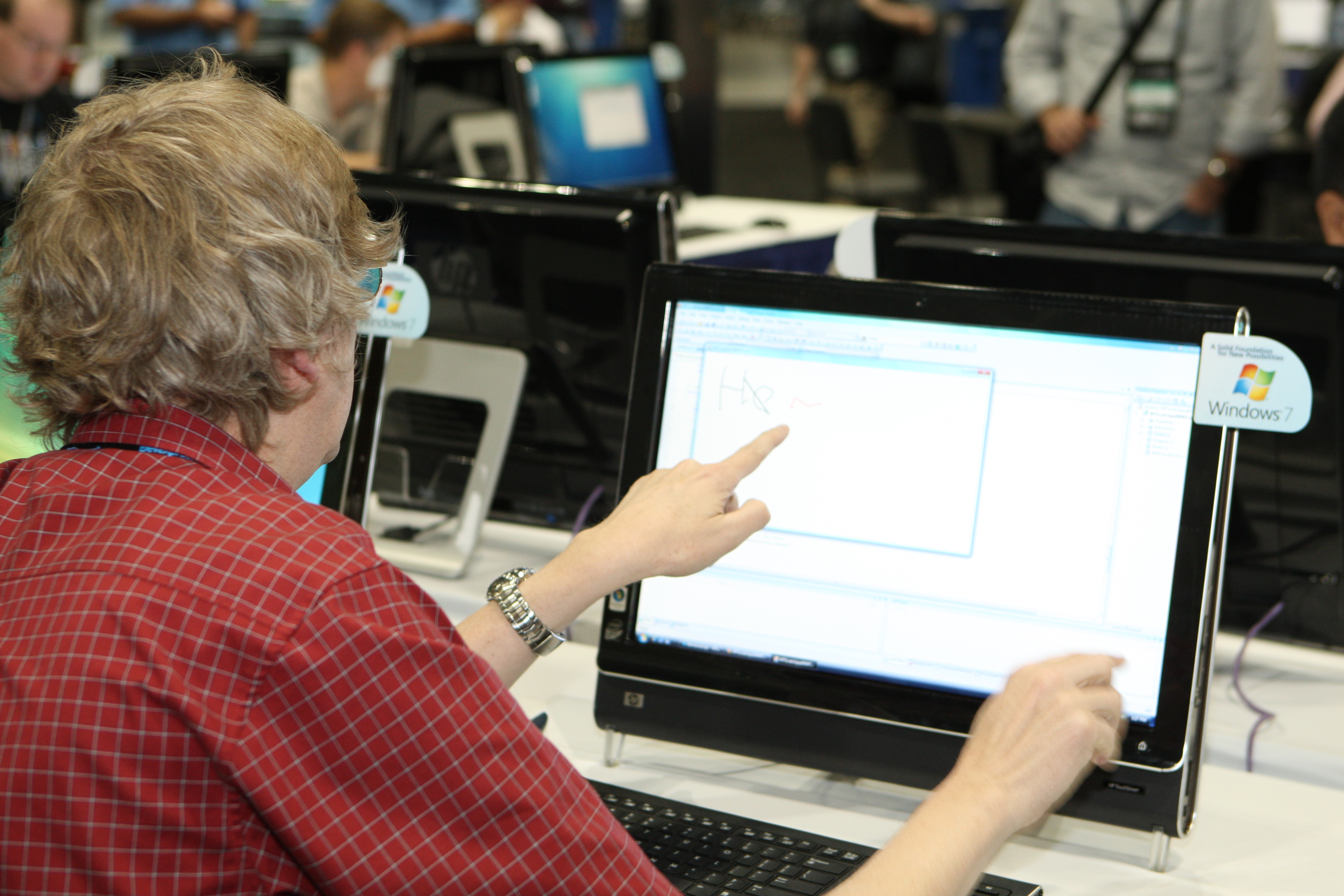
TouchSmart 2

Il 10 giugno 2008 è stata presentata la seconda versione del computer all-in-one con una estetica rinnovata. La serie IQ500 ha una schermo da 22 pollici 16:9.
La serie IQ500 è stata seguita dalla serie IQ800 con uno schermo da 25,5 pollici.

## Computer portatile
Il computer portatile ha uno schermo multitouch e la prima versione è stata messa in vendita il dicembre 2008.
Modelli:
- tx2z
- tm2
- Mini 5102